# Nærorientalsk Arkæologi (Københavns Universitet)
Nærorientalsk Arkæologi er et fag på Institut for Tværkulturelle og Regionale Studier, på Københavns Universitet. Nærorientalsk arkæologi undersøger de tidlige samfund, kulturer og økomomier i Mellemøsten gennem studier af deres materielle kultur, arkitektur, kunst, begravelser, fauna og botaniske rester. På Københavns Universitet er det en del af oldtidsstudier på Institut for Tværkulturelle og Regionale Studier og undervises parallelt med Assyriologi og Ægyptologi. Faget har et Bachelor, Kandidat og PhD-program. 
På Københavns Universitet blev faget et selvstændigt studieområde i 1980, efter at det blev udskilt fra forhistorisk og klassisk arkæologi. Fagets rødder på Københavns Universitet går tilbage til begyndelsen af 1800-tallet, hvor forskellige forskere begyndte at interessere sig for Mellemøstens tidlige historie. Det var først en del af Carsten Niebuhr Instituttet, som blev fusioneret ind i Institut for Tværkulturelle og Regionale Studier i 2002.
I dag har faget et stærkt fokus på arkæologi fra neolitikum, kalk- og bronzealderen i det vestlige Asien. Forskere med base i nærorientalsk arkæologi driver i øjeblikket eller er involveret i en række feltarbejdsprojekter i Jordan (Shubayqa 1 og 6, Shkarat Msaied, Mughayrat) og Iran (Ganj Dareh, Asiab, Mar Gurgalan). Instituttet kuraterer en betydelig samling af genstande fra forskellige steder i Mellemøsten, som bruges i undervisning og forskning. Flere arkiver over vigtige udgravninger i Mellemøsten, f.eks. Beidha, samt Diana Kirkbrides personlige arkiv opbevares også på instituttet. Centre for the Study of Early Agricultural Societies er forankret i næroerientalsk arkæologi på ToRS.

## Ansatte
- Ingolf Thuesen, Lektor[6]
- Susanne Kerner, Lektor[7]
- Tobias Richter, Lektor[8]
- Lisa Yeomans, Lektor[9]